# Acidithiobacillus ferrooxidans
Espèce
L'espèce bactérienne Acidithiobacillus ferrooxidans est composée de bactéries à Gram négatif capables d'oxyder le fer et connues sous le nom de Thiobacillus ferrooxidans jusqu'en 2000. Elle fait partie de la famille Acidithiobacillaceae incluse dans les Pseudomonadota.

## Taxonomie
Le nom correct complet (avec auteur) de ce taxon est Acidithiobacillus ferrooxidans (Temple & Colmer 1951) Kelly & Wood 2000.

### Étymologie
Le genre Acidithiobacillus a été nommé ainsi d'après les caractéristiques qui lui sont propres. L'étymologie de son espèce type Acidithiobacillus thiooxidans est la suivante : fer.ro.ox’i.dans L. neut. n. ferrum, fer; N.L. pres. part. oxidans, oxysdant; N.L. part. adj. ferrooxidans, oxydant le fer,,.

### Historique
Thiobacillus ferroxidans a été décrite en 1951 et incluse dans le genre Thiobacillus sur la base des similarités biochimiques avec l'espèce Thiobacillus thiooxidans.
En 2000, quatre espèces bactériennes faisant partie des Thiobacillus ont été déplacées dans un nouveau genre  nommé Acidithiobacillus à la suite d'un réexamen de leurs caractéristiques biochimiques montrant qu'elles se distinguaient nettement d'autres Thiobacillus. Parmi ces quatre espèces figure Thiobacillus ferrooxidans et renommée Acidithiobacillus ferrooxidans. Comme les autres Acidithiobacillus, elle a d'abord été classée en 2005 dans la classe des Gammaproteobacteria sur la base des analyses phylogénétiques des séquences d'ARN ribosomal 16S,. De nouvelles analyses phylogénétiques multiprotéines ont été ajoutées et ont permis de créer la classe des Acidithiobacillia en 2013 parmi les Pseudomonadota,. À l'occasion de cette caractérisation, l'ordre des Acidithiobacillales a été déplacé de la classe Gammaproteobacteria vers la nouvelle classe Acidithiobacillia ainsi que les familles, genres et espèces la composant.

### Synonymes
Le nom suivant représente le basonyme de cette espèce, c'est-à-dire son ancien nom :
- Thiobacillus ferrooxidans[4]